# Kjølen
Kjølen (norwegisch für Kiel; englisch Keel Island) ist eine Insel vor der Küste des ostantarktischen Kemplands. Sie liegt 1,5 km südlich der Foldøya auf der Ostseite der Stefansson Bay.
Norwegische Kartographen, die sie auch benannten, kartierten sie anhand von Luftaufnahmen der Lars-Christensen-Expedition 1936/37. Besucht wurde sie 1956 von einer Mannschaft im Rahmen der Australian National Antarctic Research Expeditions. 